# Singapores Grand Prix 2016
Singapores Grand Prix 2016 (officielt navn: 2016 Formula 1 Singapore Airlines Singapore Grand Prix) var et Formel 1-løb som blev arrangeret på Marina Bay Street Circuit i Singapore 18. september 2016. Det var det femtende løb i Formel 1-sæsonen 2016, og niende gang at Singapores Grand Prix blev arrangeret i Formel 1-sammenhæng.
Løbet blev vundet af Mercedes-køreren Nico Rosberg, som startede fra pole position. På andenpladsen kom Red Bulls Daniel Ricciardo, som kom i mål bare et halvt sekund efter Rosberg. Tredjepladsen gik til Lewis Hamilton, og med denne sejr overtog Rosberg føringen i kørermesterskabet fra Hamilton.

## Resultater

### Kvalifikation
| Pos.               | Nr. | Kører             | Konstruktør               | Del 1    | Del 2    | Del 3    | Grid |
| ------------------ | --- | ----------------- | ------------------------- | -------- | -------- | -------- | ---- |
| 1                  | 6   | Nico Rosberg      | Mercedes                  | 1.45,316 | 1.43,020 | 1.42,584 | 1    |
| 2                  | 3   | Daniel Ricciardo  | Red Bull Racing-TAG Heuer | 1.44,255 | 1.43,933 | 1.43,115 | 2    |
| 3                  | 44  | Lewis Hamilton    | Mercedes                  | 1.45,167 | 1.43,471 | 1.43,288 | 3    |
| 4                  | 33  | Max Verstappen    | Red Bull Racing-TAG Heuer | 1.45,036 | 1.44,112 | 1.43,328 | 4    |
| 5                  | 7   | Kimi Räikkönen    | Ferrari                   | 1.44,964 | 1.44,159 | 1.43,540 | 5    |
| 6                  | 55  | Carlos Sainz, Jr. | Toro Rosso-Ferrari        | 1.45,499 | 1.44,493 | 1.44,197 | 6    |
| 7                  | 26  | Daniil Kvjat      | Toro Rosso-Ferrari        | 1.45,291 | 1.44,475 | 1.44,469 | 7    |
| 8                  | 27  | Nico Hülkenberg   | Force India-Mercedes      | 1.46,081 | 1.44,737 | 1.44,479 | 8    |
| 9                  | 14  | Fernando Alonso   | McLaren-Honda             | 1.45,373 | 1.44,653 | 1.44,553 | 9    |
| 10                 | 11  | Sergio Pérez1     | Force India-Mercedes      | 1.45,204 | 1.44,703 | 1.44,582 | 171  |
| 11                 | 77  | Valtteri Bottas   | Williams-Mercedes         | 1.46,086 | 1.44,740 |          | 10   |
| 12                 | 19  | Felipe Massa      | Williams-Mercedes         | 1.46,056 | 1.44,991 |          | 11   |
| 13                 | 22  | Jenson Button     | McLaren-Honda             | 1.45,262 | 1.45,144 |          | 12   |
| 14                 | 21  | Esteban Gutiérrez | Haas-Ferrari              | 1.45,465 | 1.45,593 |          | 13   |
| 15                 | 8   | Romain Grosjean2  | Haas-Ferrari              | 1.45,609 | 1.45,723 |          | 202  |
| 16                 | 9   | Marcus Ericsson   | Sauber-Ferrari            | 1.46,427 | 1.47,827 |          | 14   |
| 17                 | 20  | Kevin Magnussen   | Renault                   | 1.46,825 |          |          | 15   |
| 18                 | 12  | Felipe Nasr       | Sauber-Ferrari            | 1.46,860 |          |          | 16   |
| 19                 | 30  | Jolyon Palmer     | Renault                   | 1.46,960 |          |          | 18   |
| 20                 | 94  | Pascal Wehrlein   | MRT-Mercedes              | 1.47,667 |          |          | 19   |
| 21                 | 31  | Esteban Ocon      | MRT-Mercedes              | 1.48,296 |          |          | 21   |
| 22                 | 5   | Sebastian Vettel  | Ferrari                   | 1.49,116 |          |          | 22   |
| 107%-tid: 1.51,552 |     |                   |                           |          |          |          |      |
| Kilde:             |     |                   |                           |          |          |          |      |

### Løbet
| Pos.   | Nr | Kører             | Konstruktør               | Omgange | Tid/Udgået    | Startpos. | Point |
| ------ | -- | ----------------- | ------------------------- | ------- | ------------- | --------- | ----- |
| 1      | 6  | Nico Rosberg      | Mercedes                  | 61      | 1.55.48,950   | 1         | 25    |
| 2      | 3  | Daniel Ricciardo  | Red Bull Racing-TAG Heuer | 61      | +0,488        | 2         | 18    |
| 3      | 44 | Lewis Hamilton    | Mercedes                  | 61      | +8,038        | 3         | 15    |
| 4      | 7  | Kimi Räikkönen    | Ferrari                   | 61      | +10,219       | 5         | 12    |
| 5      | 5  | Sebastian Vettel  | Ferrari                   | 61      | +27,694       | 22        | 10    |
| 6      | 33 | Max Verstappen    | Red Bull Racing-TAG Heuer | 61      | +71,197       | 4         | 8     |
| 7      | 14 | Fernando Alonso   | McLaren-Honda             | 61      | +1.29,198     | 9         | 6     |
| 8      | 11 | Sergio Pérez1     | Force India-Mercedes      | 61      | +1.51,062     | 171       | 4     |
| 9      | 26 | Daniil Kvjat      | Toro Rosso-Ferrari        | 61      | +1.51,557     | 7         | 2     |
| 10     | 20 | Kevin Magnussen   | Renault                   | 61      | +1.59,952     | 15        | 1     |
| 11     | 21 | Esteban Gutiérrez | Haas-Ferrari              | 60      | +1 omgang     | 13        |       |
| 12     | 19 | Felipe Massa      | Williams-Mercedes         | 60      | +1 omgang     | 11        |       |
| 13     | 12 | Felipe Nasr       | Sauber-Ferrari            | 60      | +1 omgang     | 16        |       |
| 14     | 55 | Carlos Sainz, Jr. | Toro Rosso-Ferrari        | 60      | +1 omgang     | 6         |       |
| 15     | 30 | Jolyon Palmer     | Renault                   | 60      | +1 omgang     | 18        |       |
| 16     | 94 | Pascal Wehrlein   | MRT-Mercedes              | 60      | +1 omgang     | 19        |       |
| 17     | 9  | Marcus Ericsson   | Sauber-Ferrari            | 60      | +1 omgang     | 14        |       |
| 18     | 31 | Esteban Ocon      | MRT-Mercedes              | 59      | +2 omgange    | 21        |       |
| Ret    | 22 | Jenson Button     | McLaren-Honda             | 43      | Bremser       | 12        |       |
| Ret    | 77 | Valtteri Bottas   | Williams-Mercedes         | 35      | Overophedning | 10        |       |
| Ret    | 27 | Nico Hülkenberg   | Force India-Mercedes      | 0       | Kollision     | 8         |       |
| DNS    | 8  | Romain Grosjean2  | Haas-Ferrari              |         | Bremser       | 202       |       |
| Kilde: |    |                   |                           |         |               |           |       |

Noter til tabellerne:
- 1:  - Sergio Pérez fik en gridstraf på fem placeringer for at ikke have sænket farten ved gult flag, og yderligere en gridstraf på tre placeringer for overhaling under gult flag.[4]
- 2:  - Romain Grosjean fik en gridstraf på fem placeringer for en ikke-planlagt udskiftning af gearkasse.[5]

## Stillingen i mesterskaberne efter løbet
| Nr | +/- | Kører             | Point |
| -- | --- | ----------------- | ----- |
| 1  | 1   | Nico Rosberg      | 273   |
| 2  | 1   | Lewis Hamilton    | 265   |
| 3  |     | Daniel Ricciardo  | 179   |
| 4  |     | Sebastian Vettel  | 153   |
| 5  |     | Kimi Räikkönen    | 148   |
| 6  |     | Max Verstappen    | 129   |
| 7  |     | Valtteri Bottas   | 70    |
| 8  |     | Sergio Pérez      | 66    |
| 9  |     | Nico Hülkenberg   | 46    |
| 10 |     | Felipe Massa      | 41    |
| 11 |     | Fernando Alonso   | 36    |
| 12 |     | Carlos Sainz, Jr. | 30    |
| 13 |     | Romain Grosjean   | 28    |
| 14 |     | Daniil Kvjat      | 25    |
| 15 |     | Jenson Button     | 17    |
| 16 |     | Kevin Magnussen   | 7     |
| 17 |     | Pascal Wehrlein   | 1     |
| 18 |     | Stoffel Vandoorne | 1     |
| 19 |     | Esteban Gutiérrez | 0     |
| 20 |     | Jolyon Palmer     | 0     |
| 21 |     | Marcus Ericsson   | 0     |
| 22 |     | Felipe Nasr       | 0     |
| 23 |     | Rio Haryanto      | 0     |
| 24 |     | Esteban Ocon      | 0     |

| Nr | +/- | Konstruktør          | Point |
| -- | --- | -------------------- | ----- |
| 1  |     | Mercedes             | 538   |
| 2  |     | Red Bull-TAG Heuer   | 316   |
| 3  |     | Ferrari              | 301   |
| 4  | 1   | Force India-Mercedes | 112   |
| 5  | 1   | Williams-Mercedes    | 111   |
| 6  |     | McLaren-Honda        | 54    |
| 7  |     | Toro Rosso-Ferrari   | 47    |
| 8  |     | Haas-Ferrari         | 28    |
| 9  |     | Renault              | 7     |
| 10 |     | Manor-Mercedes       | 1     |
| 11 |     | Sauber-Ferrari       | 0     |